# Complejo Huapoca

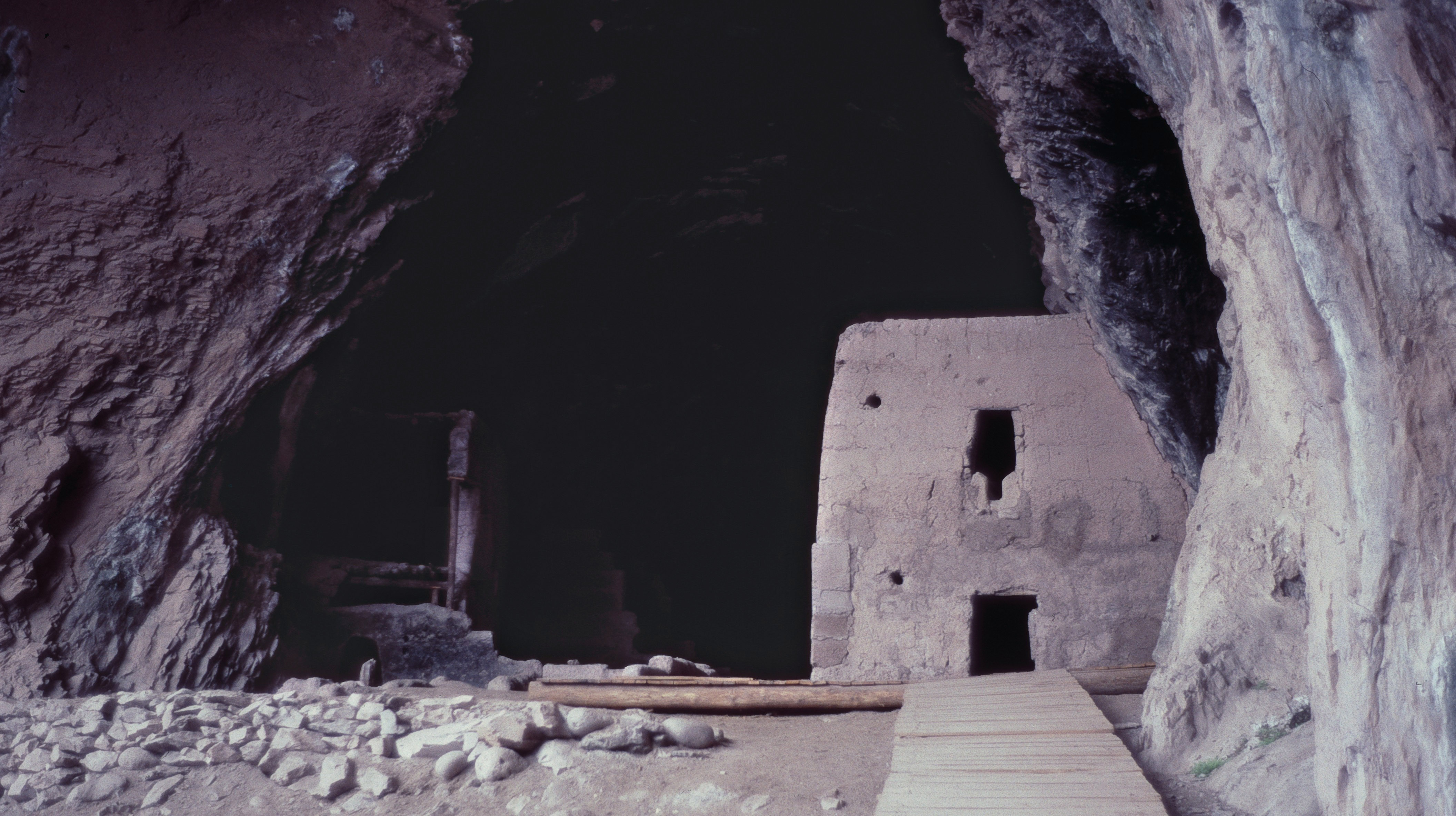
Cueva Grande

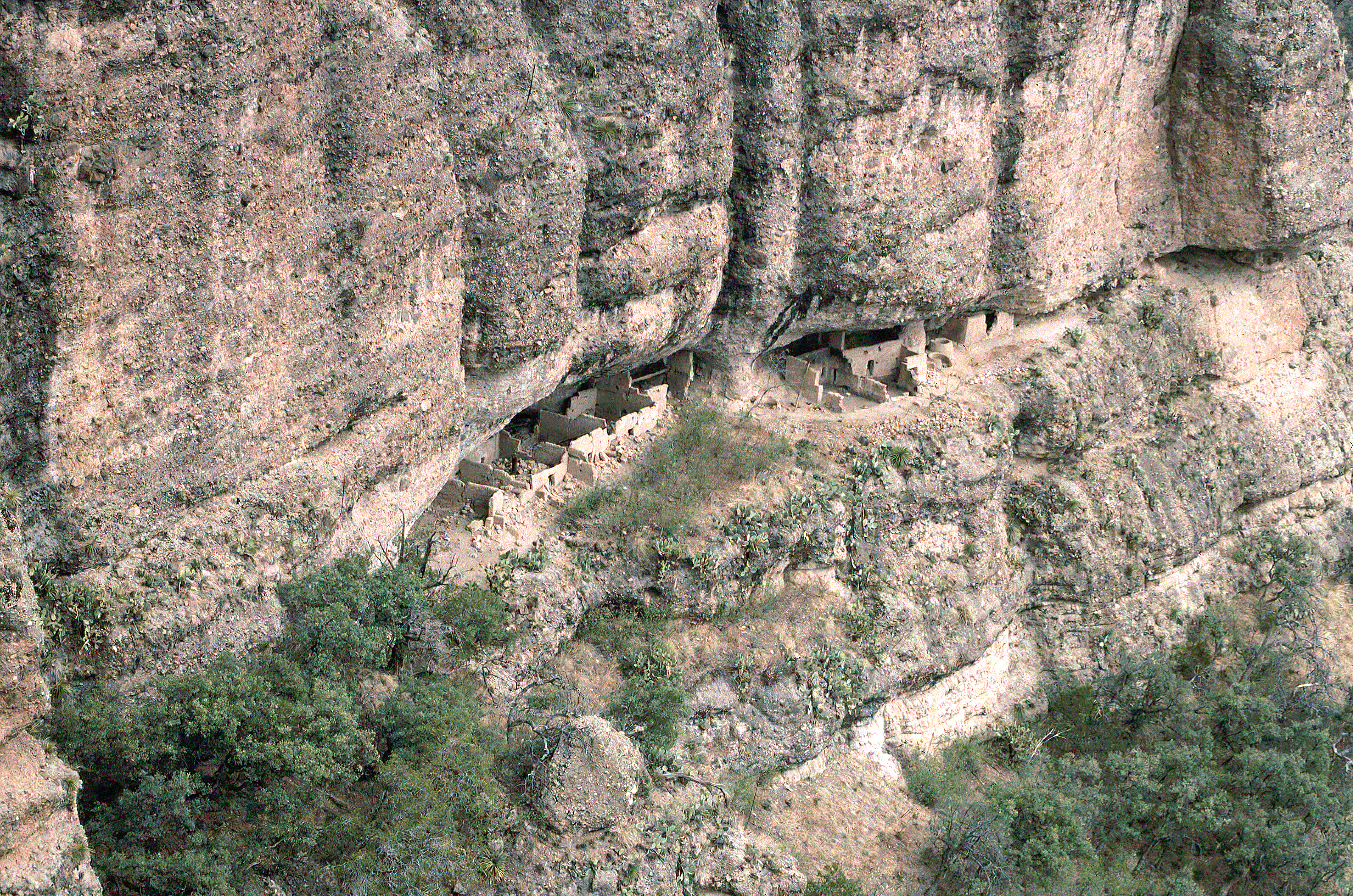
Complejo Huapoca

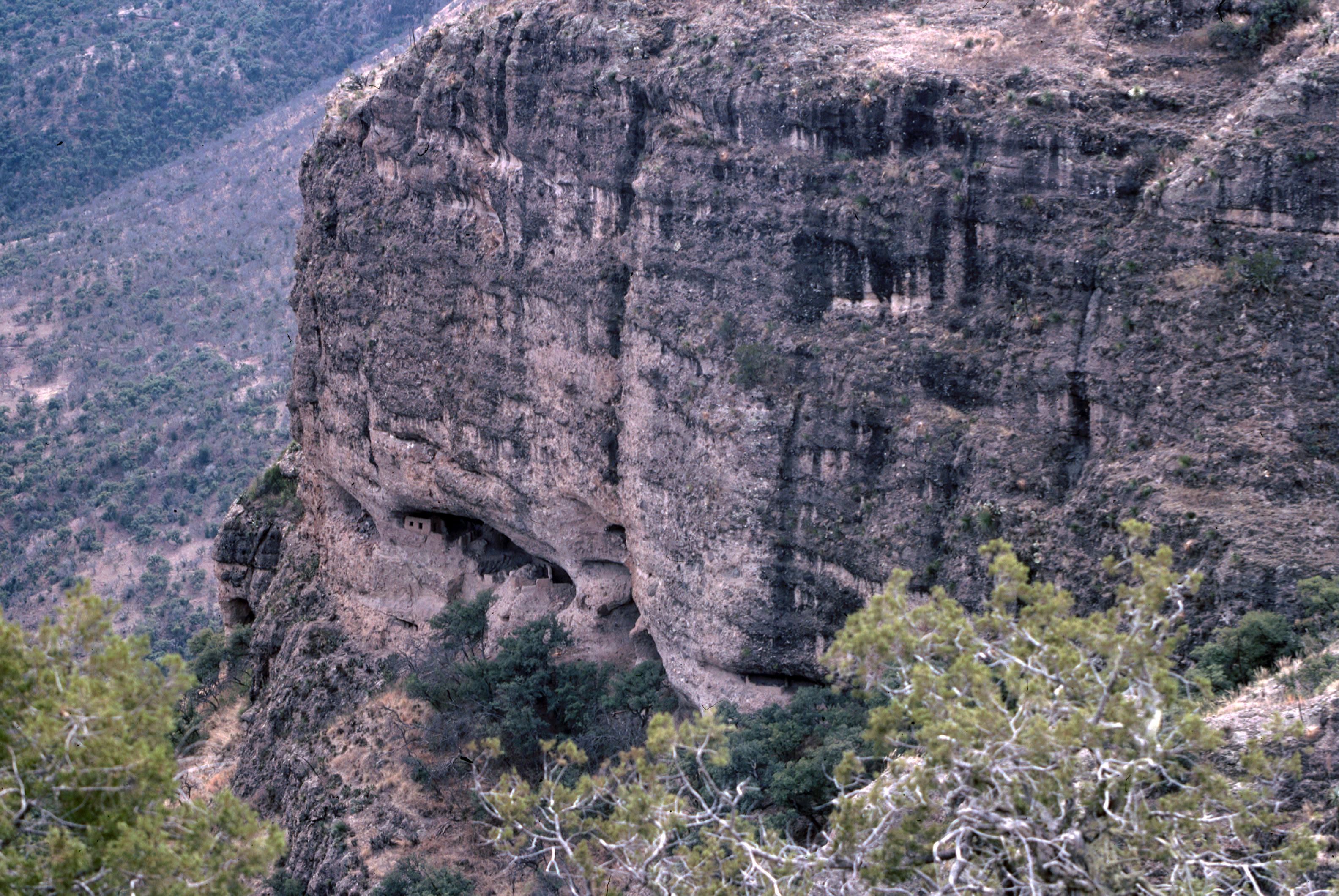
Nido del Aguila

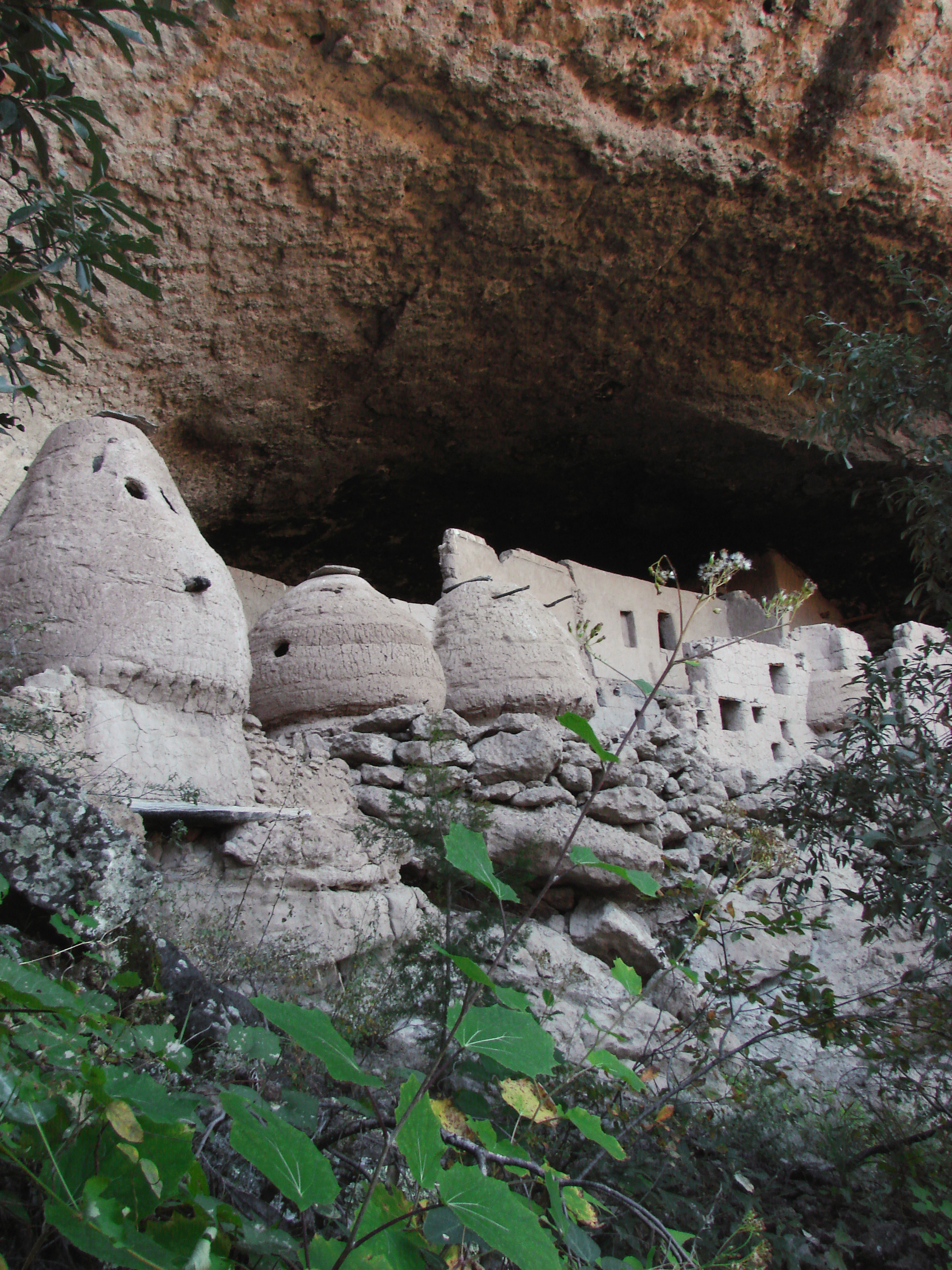
Cueva de las Jarillas

Als Complejo Huapoca wird eine Gruppe archäologischer Fundstellen im Westen des mexikanischen Bundesstaates Chihuahua bezeichnet, die rund 18 km Luftlinie westlich von Madera nahe den Thermalquellen des Balneario Huapoca am gleichnamigen Fluss liegt. Bei den verschiedenen Gruppen handelt es sich teilweise um Häuser mit Wänden in Lehmbauweise im vorderen Teil einer Höhle, andere Gruppen bestehen aus gleichartigen Häusern unter lang gestreckten Felsüberhängen, die von horizontalen geologischen Schichten gebildet werden. Bauweise und Funde weisen die Besiedlung der Mogollon und der Anasazi-Kulturtradition zu. Weitergehende Untersuchungen haben an diesen Fundorten bisher nicht stattgefunden.
Die wichtigsten und für Besucher erreichbaren Fundorte sind:
- Cueva Grande, eine sehr große und tiefe Höhle rund 3 km (Weg) westlich des Río Huapoca und des genannten Balneario (29° 11′ 20,5″ N, 108° 20′ 35,4″ W) mit teilweise zweistöckigen Bauten. Über die Öffnung der Höhle strömt ein Wasserfall herab.
- Nido del Aguila (29° 12′ 27,5″ N, 108° 19′ 55,3″ W) besteht aus mehreren kleinen Häusern unter einem Felsüberhang auf zwei Drittel der Höhe einer nahezu senkrechten Felswand.
- Cueva de la Serpiente (29° 12′ 49,9″ N, 108° 19′ 59,2″ W) mit Lehmhäusern in einer Höhle, die zwei Eingänge besitzt und damit einen Durchgang durch einen Felsvorsprung bietet, zugänglich über eine Leiter in einem Felsspalt.

Weitere Fundorte befinden sich in der Nähe. Zu den spektakulärsten gehört die Cueva de las Jarillas, die mehrere der birnenförmigen Maisspeicher aufweist. Die abgelegenen Fundorte befinden sich meist in ausgezeichnetem Erhaltungszustand.